# 都留市立病院
都留市立病院（つるしりつびょういん）は、山梨県都留市にある市立病院である。

## 診療科
- 内科・小児科・産婦人科
- 外科・整形外科・形成外科・脳神経外科・皮膚科・泌尿器科・眼科・耳鼻咽喉科
- リハビリテーション科

## 医療機関の指定等
- 保険医療機関
- 労災保険指定医療機関
- 更生医療指定医療機関
- 生活保護法指定医療機関
- 母体保護法指定医の配置されている医療機関
- 臨床研修指定病院

## 最寄り駅
- 富士山麓電気鉄道 都留市駅